# Joseph Francis Shea
Joseph Francis Shea, född 5 september 1925, död 14 februari 1999, var en amerikansk rymdingenjör och direktör för NASA. Han föddes i Bronx, New York och utbildade sig vid University of Michigan där han doktorerade i tillämpad mekanik 1955. Shea rekryterades till Nasa 1961 efter att ha arbetat på den interkontinentala ballistiska roboten Titan I hos Bell Labs. Han spelade en viktig roll i utvecklingen av Apolloprogrammet som vicedirektör för Nasas Office of Manned Space Flight samt senare chef för avdelningen för Apollo Spacecraft Program Office. Bland annat hade han stor del i beslutet att använda sig av metoden Lunar Orbit Rendezvous för att nå månen. Shea skapade ibland vissa kontroverser inom organisationen, men är ihågkommen av sin kollega George Mueller som "en av de främsta systemingenjörerna under vår tid".
Djupt involverad i undersökningen av brandkatastrofen som drabbade Apollo 1 1967 fick Shea ett nervöst sammanbrott orsakat av stress. Han lämnade Nasa snart efteråt. Därefter arbetade han som hög chef vid Raytheon Company i Lexington, Massachusetts och sedan biträdande professor i aeronautik och astronautik vid MIT. Fram till 1993 arbetade Shea även som konsult inför bygget av den internationella rymdstationen, men tvingades sluta på grund av hälsoproblem.